# 廣瀬佳司
廣瀬佳司（ひろせ けいじ、1973年4月16日 - ）は、日本の元ラグビー選手、指導者。

## プロフィール
- 大阪府出身。
- ポジションはスタンドオフ（SO）。
- 日本代表キャップは40。
- ニックネームはゴールデン・ブーツ。

## 経歴
茨木ラグビースクールで小2からラグビーを始め、島本高校2年時に全国大会に出場。3年では高校日本代表に選出され、カナダ遠征に参加した。
京都産業大学では1年からレギュラー入りし、2,3年時には大学選手権でベスト4に進出した。
日本代表には大学3年で初選出され、ワールドカップには1995年、1999年、2003年と3大会連続で出場した。
1996年、トヨタ自動車（後のトヨタ自動車ヴェルブリッツ）に入社。1998年度にはチームを12年ぶりの全国社会人大会優勝に導いた。
2006年に日本代表を引退。2007-2008シーズン終了後に現役引退した。
その後、解説者、トヨタ自動車コーチを経て、2012年度シーズンよりトヨタ自動車ヴェルブリッツ監督。
2015年オフ退団。
2018年、ラグビーワールドカップ2019組織委員会職員。
2019年、ラグビーワールドカップ2019アンバサダーに就任。
2020年に京都産業大学ラグビー部BKコーチに就任。
2021年に京都産業大学ラグビー部監督に就任。

## プレースタイル
世界レベルのプレースキックの技術を持つことで知られ、トヨタのトップリーグ昇格後は2004-05、2005-06と2シーズン連続で得点王・ベストキッカーの2冠を獲得した。
特に2005-06シーズンは、公式戦でのプレースキック成功率92.9%を記録した。
また、1999年パシフィック・リム選手権のトンガ戦で挙げた9PG（ペナルティゴール）は、テストマッチでのPGの世界タイ記録である。
プレースキックの際にはキックティーを使わず、砂でボールを立てることにこだわり続けた。その理由を廣瀬は、「グラウンドによって、芝の長さが違う。地面との距離を調整するためです」としている。
また、170cm・74kgの小さな体でありながら、堅実なタックルで堅いディフェンスを誇った。

## 受賞歴
- 2004-05トップリーグ得点王、ベストキッカー
- 2005-06トップリーグ得点王、ベストキッカー
- 2006-07ベストキッカー